# Žerotín, Olomouc
Žerotín là một làng thuộc huyện Olomouc, vùng Olomoucký, Cộng hòa Séc.